# 瑞利扬日
瑞利扬日（法語：Jullianges，法語發音：[ʒyljɑ̃ʒ]）是法国上卢瓦尔省的一个市镇，属于勒皮区。

## 地理
瑞利扬日（45°18'23"N, 3°47'28"E）面积18.44 平方千米，位于法国奥弗涅-罗讷-阿尔卑斯大区上盧瓦爾省，该省份为法国中南部省份，北起多姆山省和卢瓦尔省，西接康塔爾省，南至洛泽尔省，东临阿尔代什省。
与瑞利扬日接壤的市镇（或旧市镇、城区）包括：阿尔宗河畔博讷、博讷瓦勒、阿尔宗河畔克拉波讷、费利讷、圣维克托叙阿尔朗。
瑞利扬日的时区为UTC+01:00、UTC+02:00（夏令时）。

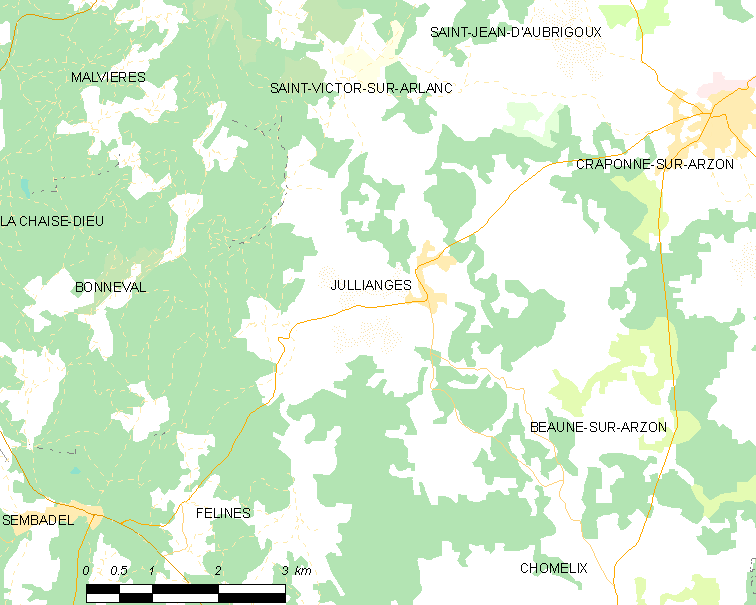
瑞利扬日的OSM定位图

## 行政
瑞利扬日的邮政编码为43500，INSEE市镇编码为43108。

## 政治
瑞利扬日所属的省级选区为上沃莱花岗岩高原县。

## 交通
上卢瓦尔省省道D35线和D498线在境内交汇。

## 人口

1962-2008年间瑞利扬日人口变化图示

瑞利扬日于2022年1月1日时的人口数量为434人。